# Personer i Sverige födda i Kosovo
Till personer i Sverige födda i Kosovo räknas personer som är folkbokförda i Sverige och som har sitt ursprung i Kosovo. Enligt Statistiska centralbyrån fanns det 2020 i Sverige sammanlagt cirka 11 160 personer födda i Kosovo. Landet blev självständigt från Serbien 2008 och tillgängliga siffror visar inte tidigare immigration från området.

## Historik
Under Kosovokriget 1998–1999 evakuerades 3 500 flyktingar från Kosovo till Sverige.

## Historisk utveckling

### Födda i Kosovo
| Personer i Sverige födda i Kosovo 2009–2024 | Personer i Sverige födda i Kosovo 2009–2024 | Personer i Sverige födda i Kosovo 2009–2024 | Personer i Sverige födda i Kosovo 2009–2024 | Personer i Sverige födda i Kosovo 2009–2024 |
| --- | ------------------------------------------- | ------------------------------------------- | ------------------------------------------- | ------------------------------------------- |
| |                                             |                                             |                                             |                                             |
| År |                                             |                                             | Folkmängd                                   |                                             |
| 2009 | 2009                                        |                                             | 1 194                                       |                                             |
| 2010 | 2010                                        |                                             | 2 288                                       |                                             |
| 2011 | 2011                                        |                                             | 3 332                                       |                                             |
| 2012 | 2012                                        |                                             | 4 408                                       |                                             |
| 2013 | 2013                                        |                                             | 5 283                                       |                                             |
| 2014 | 2014                                        |                                             | 6 117                                       |                                             |
| 2015 | 2015                                        |                                             | 6 949                                       |                                             |
| 2016 | 2016                                        |                                             | 7 716                                       |                                             |
| 2017 | 2017                                        |                                             | 8 579                                       |                                             |
| 2018 | 2018                                        |                                             | 9 487                                       |                                             |
| 2019 | 2019                                        |                                             | 10 420                                      |                                             |
| 2020 | 2020                                        |                                             | 11 164                                      |                                             |
| 2021 | 2021                                        |                                             | 11 920                                      |                                             |
| 2022 | 2022                                        |                                             | 12 605                                      |                                             |
| 2023 | 2023                                        |                                             | 12 913                                      |                                             |
| 2024 | 2024                                        |                                             | 12 891                                      |                                             |
| Anm.: Befolkning den 31 december respektive år. Anledningen till att statistiken startar från 2009 är att Kosovo blev självständigt från Serbien 2008. |                                             |                                             |                                             |                                             |